# Demonica
Demonica – kompilacyjny box-set zawierający utwory zrealizowane przez polską grupę muzyczną Behemoth wydany przez szwedzką wytwórnię płytową Regain Records 6 czerwca 2006 w limitowanym nakładzie 10 000 sztuk.
Wydawnictwo składało się z dwóch płyt kompaktowych zawierających utwory wcześniej niepublikowane, rzadkie nagrania demo (zawartość dwóch dem: The Return of the Northern Moon i ...From the Pagan Vastlands) oraz utwory pochodzące z początku działalności zespołu ponownie nagrane podczas sesji nagraniowej albumu Demigod. Ponadto do wydawnictwa dołączona była 44 stronicowa książka zawierająca m.in. rzadkie fotografie zespołu oraz teksty utworów.

## Lista utworów
Opracowano na podstawie materiału źródłowego.
| CD 1 | CD 1                              | CD 1                       | CD 1        | CD 1    |
| Nr   | Tytuł utworu                      | Słowa                      | Muzyka      | Długość |
| ---- | --------------------------------- | -------------------------- | ----------- | ------- |
| 1.   | „Of My Worship (Intro)”           | utwór instrumentalny       | Adam Darski | 1:37    |
| 2.   | „Summoning of the Ancient Gods”   | Adam Darski, Adam Muraszko | Adam Darski | 6:09    |
| 3.   | „The Arrival”                     | utwór instrumentalny       | Adam Darski | 0:59    |
| 4.   | „Dark Triumph”                    | Adam Darski, Adam Muraszko | Adam Darski | 5:26    |
| 5.   | „Monumentum”                      | utwór instrumentalny       | Adam Darski | 1:20    |
| 6.   | „Rise of the Blackstorm of Evil”  | Adam Darski, Adam Muraszko | Adam Darski | 7:04    |
| 7.   | „Aggressor (cover Hellhammer)”    | Hellhammer                 | Hellhammer  | 3:35    |
| 8.   | „Goat With a Thousand Young”      | utwór instrumentalny       | Adam Darski | 3:11    |
| 9.   | „Bless Thee for Granting Me Pain” | Espen Dyngen               | Adam Darski | 2:20    |
| 10.  | „Cursed Angel of Doom”            | Adam Darski                | Adam Darski | 3:11    |
| 11.  | „Transylvanian Forest”            | Adam Darski                | Adam Darski | 3:16    |
|      |                                   |                            |             | 38:08   |

| CD 2 | CD 2                              | CD 2                 | CD 2         | CD 2    |
| Nr   | Tytuł utworu                      | Słowa                | Muzyka       | Długość |
| ---- | --------------------------------- | -------------------- | ------------ | ------- |
| 1.   | „From Hornedlands to Lindisfarne” | Adam Darski          | Adam Darski  | 5:58    |
| 2.   | „Thy Winter Kingdom”              | Adam Muraszko        | Adam Darski  | 5:19    |
| 3.   | „Summoning (Of the Ancient Ones)” | Adam Muraszko        | Adam Darski  | 4:57    |
| 4.   | „The Dance of the Pagan Flames”   | Adam Darski          | Adam Darski  | 4:01    |
| 5.   | „Blackvisions of the Almighty”    | Adam Darski          | Adam Darski  | 4:51    |
| 6.   | „Fields of Haar-Meggido”          | Adam Muraszko        | Adam Darski  | 6:37    |
| 7.   | „Deathcrush (cover Mayhem)”       | Mayhem               | Mayhem       | 3:23    |
| 8.   | „Moonspell Rites”                 | Adam Darski          | Adam Darski  | 6:55    |
| 9.   | „Blackvisions of the Almighty”    | Adam Darski          | Adam Darski  | 6:42    |
| 10.  | „Pure Evil & Hate”                | Adam Darski          | Adam Darski  | 3:17    |
| 11.  | „The Oak Between the Snows”       | utwór instrumentalny | Rafał Brauer | 2:31    |
| 12.  | „Spellcraft & Heathendom”         | Adam Darski          | Adam Darski  | 3:33    |
|      |                                   |                      |              | 58:04   |

## Twórcy
Opracowano na podstawie materiału źródłowego.
| - Adam "Nergal" Darski – gitara basowa (CD 1, 1-5), gitara elektryczna, śpiew, produkcja muzyczna - Tomasz "Orion" Wróblewski – gitara basowa (CD 1, 11; CD 2, 12) - Sławomir "Orcus" Kolasa – gitara basowa (CD 2, 1-11) - Adam "Baal" Muraszko – perkusja (CD 1, 1-10; CD 2, 1-11) - Zbigniew "Inferno" Promiński – perkusja (CD 1, 11; CD 2, 12) - Rafał "Frost" Brauer – gitara elektryczna (CD 2, 1-11) |  | - Cezary Morawski – instrumenty klawiszowe (CD 2, 1-7) - Robert Fudali – instrumenty klawiszowe (CD 1, 1-8) - Tomasz "Graal" Daniłowicz – okładka, oprawa graficzna - Arkadiusz "Malta" Malczewski – inżynieria dźwięku (CD 1, 11; CD 2 ,12) - Krzysztof "Kris" Maszota – inżynieria dźwięku (CD 1, 1-8; CD 2, 1-7) - Grzegorz Piwkowski – remastering |

## Wydania
| Rok  | Nr katalogowy        | Format        | Wytwórnia           | Region | Źródło |
| ---- | -------------------- | ------------- | ------------------- | ------ | ------ |
| 2006 | RR 077               | 2xCD, Ltd, A5 | Regain Records      | Polska | [ 6 ]  |
| 2006 | CDM 0707-2730/2731/d | 2xCD, Ltd, A5 | CD-Maximum          | Rosja  | [ 6 ]  |
| 2006 | RRLP 077             | 2xLP          | Regain Records      | Europa | [ 6 ]  |
| 2011 | #150462              | 2xCD          | Metal Blade Records | Świat  | [ 7 ]  |